# Andrei Peteleu
Ionuț Andrei Peteleu (sinh ngày 20 tháng 8 năm 1992) là một cầu thủ bóng đá người România thi đấu ở vị trí hậu vệ phải cho CFR Cluj.

## Danh hiệu

### Câu lạc bộ
CFR Cluj
- Liga I: 2017–18